# آندریا (خواننده)
تئودورا رومنوا آندریوا  (به انگلیسی: Teodora Rumenova Andreeva) (زاده ۲۳ ژانویه ۱۹۸۷) که با نام  آندریا معروف است یک خواننده، مدل، رقاص، بازیگر بلغارستانی و عضو گروه ساهارا است.

## آلبوم شناسی
- آتش در خون (۲۰۰۸)
- تو به دنبال من بودی (۲۰۰۹)
- آندریا (۲۰۱۰)
- بد (۲۰۱۲)